# Klerkernas förräderi
Klerkernas förräderi är ett uttryck som syftar på författare, akademiker och andra intellektuella som sviker de plikter de har just som intellektuella. Det är hämtat från boktiteln La trahison des clercs, en bok utgiven 1927 av den franske författaren och kulturkritikern Julien Benda. Eftersom det rått oenighet om vilka de intellektuellas plikter är har uttrycket kommit att användas på motstridiga sätt.

## Julien Benda ochLa trahison des clercs
Den franske författaren Julien Benda (1867–1956) gav 1927 ut boken La trahison des clercs. Boken var ett angrepp på samtidens intellektuella, ”klerkerna”, som Benda ansåg hade svikit sitt uppdrag som intellektuella när de engagerade sig i dagsaktuella politiska och sociala frågor. Den intellektuelle borde hålla en kylig distans till samhällsfrågorna och inte liera sig med politiska rörelser. Bendas ideal hörde hemma i den franska klassicismen, i upplysningen, förnuftet och klarheten. Förr deltog man inte i samtidens konflikter, menade han, såvida det inte gällde universella moraliska principer (han nämner här Dreyfusaffären som exempel). Under 1930-talet och 1940-talet kom Benda att själv engagera sig politiskt. Han stödde kommunismen och försvarade skenrättegångar i Österuropa. Det har sagts att han därmed själv blev ett exempel på det klerkernas förräderi han varnat för.
Det finns tydliga likheter mellan Bendas resonemang och Karl Poppers tankegångar i Det öppna samhället och dess fiender (1945, på svenska 1980-1981). Båda är skeptiska till intellektuellas förmåga att navigera klokt i det politiska landskapet.

## Klerkernas förräderi som slagord
La trahison des clercs är översatt till ett tjugotal språk, men inte till svenska. Själva titeln, på svenska ”klerkernas förräderi”, har blivit ett slagord på olika språk. Oxford Dictionary of Phrase and Fable ger en neutral definition av uttrycket:
| ” | betrayal of intellectual, artistic, or moral standards by writers, academics or artists | „ |

Man tar alltså här inte ställning till vilka dessa intellektuella, konstnärliga eller moraliska normer är. De som använt uttrycket har också lagt in olika betydelser. Det har kunnat stå för Bendas ursprungliga ståndpunkt, alltså att de intellektuella som engagerar sig politiskt sviker sitt uppdrag, men även för raka motsatsen – att de som inte vill ta ställning är förrädiska klerker. Ett exempel här är den svenska striden om tredje ståndpunkten på 1950-talet. Dess startskott var Eyvind Johnsons vårtal till studenterna i Uppsala 1951, där han gick till hårt angrepp på dem som inte valde sida i konflikten mellan USA och Sovjetunionen: ”Så finns en tredje kategori intellektuella: de som inte tar klar ställning. [- - -] I den stund, då ett trasigt och olyckligt Europa i striden för det västerländska behöver samla alla sina andliga resurser inför vad som kanske förestår, begår de ett nytt klerkernas förräderi.”